# Cmentarz żydowski w Krotoszynie

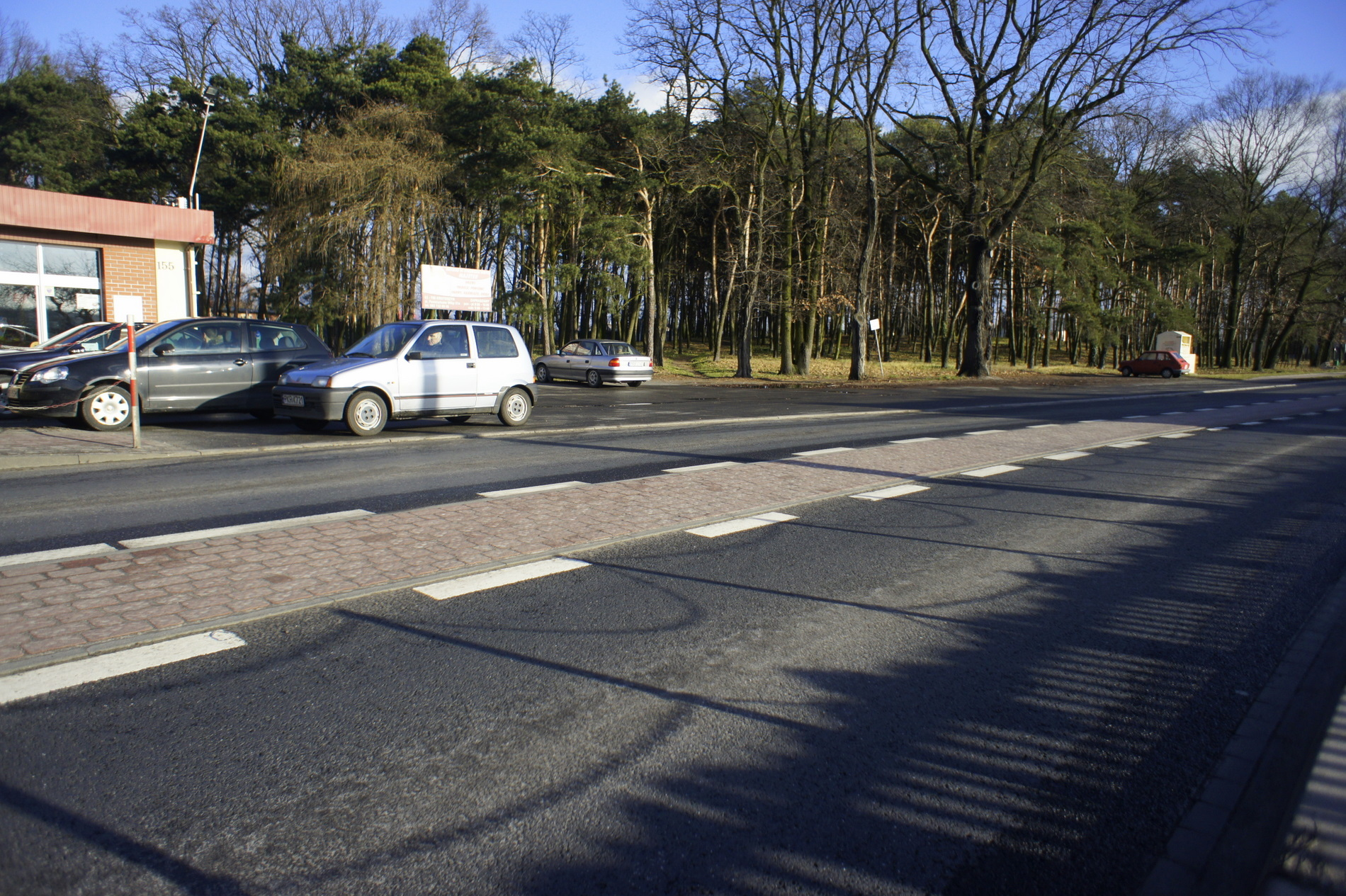
Po cmentarzu zachowały się nasadzenia, stanowiące dziś zieleniec (ul. Ostrowska)

Cmentarz żydowski w Krotoszynie – kirkut, który został założony około 1638 i służył celom grzebalnym aż do II wojny światowej. Znajduje się w Krotoszynie przy ul. Ostrowskiej. Ma powierzchnię 0,5 ha.
Był miejscem pochówku wielu wybitnych i zasłużonych postaci m.in. rabina Chaima Jona z Wrocławia i Mojżesza Karpelesa z Pragi. Został zniszczony przez nazistów podczas II wojny światowej, a macewy wykorzystano do prac budowlanych na terenie miasta. Obecnie na terenie nekropolii znajduje się park.
Zachowała się jedna macewa, która znajduje się w miejscowym muzeum. Być może jakieś zachowane nagrobki znajdują się w murze otaczającym kościół pw. św. Fabiana.